# Beleg van Massilia
Het Beleg van Massilia, de belegering van Massilia tussen maart en oktober 49 v.Chr. door Julius Caesar, maakte deel uit van de burgeroorlog tussen Pompeius en Caesar. Massilia, het huidige Marseille, was de Latijnse benaming van de Griekse kolonie Massalía (Μασσαλία), die door de Ioniërs van Phocaea in 600 v.Chr. werd gesticht. Massilia maakte in 49 v.Chr. deel uit van het Romeinse Rijk, maar niet van de provincie Gallia Narbonensis, en ze bezat een beperkte autonomie.

## Wat voorafging
Domitius Ahenobarbus was door de senaat benoemd tot opvolger van Caesar als proconsul van Gallia Narbonensis en had zich gevestigd in Massilia. Domitius was eerder door Caesar overwonnen in het Beleg van Corfinium. Na de inname van Corfinium was hij door Caesar in vrijheid gesteld. Pompeius had zich intussen teruggetrokken in Brundisium, en toen Caesar zich opmaakte voor een aanval op de stad vluchtte Pompeius met de Romeinse vloot naar Dyrrhachium. Brundisium kwam zonder gevecht in Caesars handen. Omdat Caesar zelf niet de beschikking over een vloot had, besloot hij naar Hispania te gaan om Pompeius zijn thuisbasis te ontnemen. Bij Massilia bleek de stad haar poorten gesloten te houden: omdat men geen voorkeur voor Pompeius of Caesar had, besloot de stad zich neutraal op te stellen en geen van beiden te steunen.

## De belegering van Massilia
Terwijl Caesar met de Massilianen aan het onderhandelen was, arriveerde Domitius met zeven triremen in de stad. Hij nam de leiding op zich en begon meteen met de versterking van de stad. Caesar besloot daarop de stad te belegeren. Hij liet het beleg van Massilia over aan Gaius Trebonius en stelde Decimus Brutus aan het hoofd van zijn inderhaast te Arelas (Arles) gebouwde vloot. De laatste moest ervoor zorgen dat Domitius geen steun vanuit zee kreeg. Caesar zelf trok verder naar Hispania Citerior.
Trebonius begon met de aanleg van belegeringswerken, waaronder een aarden belegerings-oploop van 24 m hoog, belegeringstorens en verdekte loopgangen (vineae). Verder was er een 18 m lange machine om de grond te egaliseren in gebruik, door Caesar een testudo genoemd, de Romeinse naam voor een overdekte belegeringsmachine. In juni voeren de Massilianen met 17 oorlogsschepen en een aantal kleinere vaartuigen op tegen de vloot van Decimus Brutus. De Caesarianen konden enkele schepen vernietigen en er een aantal buitmaken, maar het grootste deel van de Massiliaanse vloot kon terug naar de haven varen. De hoge muren en verdedigingstorens van Massilia maakten dat de belegering erg lang duurde. Pompeius stuurde de vloot van Lucius Nasidius te hulp, maar deze werd door Decimus Brutus verslagen en op de vlucht gejaagd. De Massilianen wisten een wapenstilstand te bedingen, maar verbraken het bestand korte tijd later door de belegeringswerktuigen te vernielen. De belegeraars wisten de werken in korte tijd weer op te bouwen.
In Massilia was de situatie intussen wanhopig geworden: ze waren telkens verslagen bij de zeeslagen en uitvallen, er was geen kans op ontzetting, de voorraden raakten op en daarbij was ook nog de pest uitgebroken in de stad. Domitius was de stad al per schip ontvlucht. Na Caesars overwinningen in Spanje keerde deze terug naar Massilia, waar de Massilianen zich aan hem overgaven.

## Gevolgen
De val van Massilia betekende het einde van de welvaart en onafhankelijkheid van Massalia. De stad behield haar theoretische status van civitas foederata (bondgenoot), maar moest afstand doen van haar vloot, krijgskas en een groot deel van haar chora; de gebieden rond de stad. Na de overgave zou Marseille geen belangrijke politieke rol meer spelen en werd ze voorbijgestreefd Narbo Martius (Narbonne) en Arelate (Arles).
Oorlogen van de Romeinse Republiek
· Romeins-Etruskische Oorlogen
· Romeins-Aequische Oorlogen
· Latijnse Oorlog
· Romeins-Hernicische Oorlogen
· Romeins-Volscische Oorlogen
· Samnitische oorlogen (Eerste, Tweede, Derde)
· Pyrrhische Oorlog
· Punische oorlogen (Eerste, Tweede, Derde)
· Illyrische Oorlogen (Eerste, Tweede, Derde)
· Macedonische Oorlogen (Eerste, Tweede, Derde, Vierde)
· Romeins-Seleucidische Oorlog
· Aetolische Oorlog
· Galatische Oorlog
· Romeinse Verovering van Hispania (Eerste Celtiberische Oorlog, Lusitanische Oorlog, Numantische Oorlog, Sertorische Oorlog, Cantabrische Oorlogen)
· Achaeïsche Oorlog
· Oorlog tegen Jugurtha
· Cimbrische Oorlog
· Servilische Oorlogen (Eerste, Tweede, Derde)
· Bondgenotenoorlog
· Sulla's Burgeroorlogen (Eerste, Tweede)
· Mithridatische oorlogen (Eerste, Tweede, Derde)
· Gallische Oorlog
· Romeinse expedities naar Britannia
· Burgeroorlog tussen Pompeius en Caesar
· Einde van de Republiek (Slag bij Mutina, Burgeroorlog tegen Brutus en Cassius, Siciliaanse Opstand, Perusiaanse Oorlog, Burgeroorlog tussen Antonius en Octavianus)
Oorlogen van het Romeinse Keizerrijk
· Germaanse Oorlogen (Teutoburgerwoud, Marcomannenoorlog, Alemannische Oorlogen, Gotische Oorlog, Visigotische Oorlogen)
· Romeinse verovering van Britannia
· Boudicca
· Armenische Oorlog
· Vierkeizerjaar
· Joodse Oorlog
· Romeins-Parthische Oorlog
· Romeins-Perzische oorlogen
· Burgeroorlogen van de derde eeuw
. Gotische oorlog (376-382)
. Gotische opstand van Alarik I
. Gildonische opstand
. Gotische oorlog (402-403)
. Pictische oorlog van Stilicho
. Oorlog van Heraclianus
. Oorlog van Radegaisus
. Rijnoversteek
. Romeinse Burgeroorlog 427-429
· Val van het West-Romeinse Rijk